# LoveR
『LoveR』（ラヴアール）は、角川ゲームスより2019年3月14日に発売されたPlayStation 4用ゲームソフト。
『フォトカノ』や『レコラヴ』の流れをくむ角川ゲームスの杉山イチロウプロデュースによる恋愛アドベンチャーゲーム。キャラクターデザインには箕星太朗と九印-quin-が起用されている。前述のゲームタイトルの写真撮影と動画撮影、両方の要素を取り入れている。
2020年2月27日には、新規シナリオや新規システムを追加したバージョン『LoveR Kiss』（ラヴアールキス）がNintendo SwitchとPlayStation 4向けに発売された。PlayStation 4にて『LoveR』を購入済みの場合は、有料DLC「キスアップデート」の購入により『LoveR Kiss』へのアップデートが可能となっている。
2022年5月より、Dragami Gamesが角川ゲームスから『LoveR』シリーズに関する権利を引き継いでいる。
2025年11月27日に新規要素を追加した『LoveR Kiss Endless Memories』がNintendo SwitchとPC（Steam）向けに発売予定。

## あらすじ
主人公は高校2年生の夏に6人の女の子達と出会い、写真を撮る過程で徐々に仲が深まる。

## 登場人物
伊澄 一樹（いずみ かずき）
本作の主人公。
篁 莉里愛（たかむら りりあ）
声 - 近藤玲奈
9月6日生まれの乙女座。理事長の孫娘で新体操部に所属。
日向寺 南夏（ひがでら ななつ）
声 - 伊藤かな恵
4月10日生まれの牡羊座。主人公の幼馴染で水泳部に所属。
生野 C 香澄（いくの クリスタ かすみ）
声 - 石見舞菜香
帰国子女で白黒の写真を撮る。
10月31日生まれの蠍座。恥ずかしがり屋で、夏でも常にストッキングを履いている。そのため、神風イベントでは月曜日の縞々パンツ以外は違いが分かりにくい。
仲座 ろみ（なかざ ろみ）
声 - 高田憂希
6月13日生まれの双子座。ダンス部をアイドル活動を中心にするように改革した。
姫乃樹 凜世（ひめのぎ りんぜ）
声 - 石川由依
3月3日生まれの魚座。体操部に所属。
前作『レコラヴ』にも、容姿の似た別人で石川が声の担当をする妃月凜世が登場している。
妃月凜世同様、スカートの下はインナーパンツという設定だったが、Nintendo Switch版『LoveR Kiss』にはウィークデイ・インナーチェンジという曜日ごとにパンツの色・柄が変わるシステムがあるため、例にもれず、凜世もパンツになっている。ほかのキャラの金曜日のパンツは全員黒だが、JSだからか、凜世だけは淡いピンクのパンツ。
伊澄 優美菜（いずみ ゆみな）
声 - 花守ゆみり
3月16日生まれの魚座。主人公の妹。
神風イベントに関し、唯一2種類ある。
冴稀 陽茉利（さいき ひまり）
声 - 丹下桜
5月2日生まれの牡牛座。科学教師。
『LoveR』ではサブキャラクターとして登場したが『LoveR Kiss』にて恋愛対象キャラクターとなる。

## その他
発売にさきがけ、インターネット動画番組『マジカルユミナの今日もお兄ちゃんねる♪』が2018年9月20日から2020年2月27日まで音泉・YouTubeにて毎週木曜日に配信されていた。全63回。パーソナリティはマジカルユミナ（声：モーションアクション - 花守ゆみり）。
Switch版とPS4版の主な違い違いとして、PS4版はグラフィックが少し奇麗で、マイク音声でポーズを指示できる。
Switch版はかなりエロくなっている。胸の揺れ方がPS4版より大きく、神風イベントで下着が見えなかったり、見えてもブルマか水着にしか見えないPS4版に対し、神風イベントでパンツがはっきり見えるうえ、JSの姫乃樹凜世もインナーパンツではなくパンツにしか見えない。さらに曜日ごとにパンツの色・柄が変わる『ウィークデイ・インナーチェンジ』システムがあり、月曜日は可愛い縞々パンツで火・水とカラフルになり木曜日は純白、金曜日はセクシーな黒パンツ（JSの姫乃樹凜世のみ、淡いピンク）と変わっていく。

## 制作スタッフ
- 原画 - 箕星太朗
- シナリオ - 杉山イチロウ

## コミカライズ
作画：カズヲダイスケによるコミカライズが『電撃マオウ』2019年3月号から2020年4月号まで連載。コミックスが電撃コミックスNEXTから全2巻で発売された。
- カズヲダイスケ（著）・箕星太朗（キャラクターデザイン）・角川ゲームス（原作） 『LoveR』 KADOKAWA〈電撃コミックスNEXT〉、全2巻
  1. 2019年3月27日発売[9]、ISBN 978-4-04-912424-8
  2. 2020年3月27日発売[10]、ISBN 978-4-04-912980-9